# Milla (Burkina Faso)
Pour les articles homonymes, voir Milla.
Milla est une commune située dans le département de Tenkodogo de la province de Boulgou dans la région du Centre-Est au Burkina Faso.